# 十島村
十島村（としまむら）は、鹿児島県の東シナ海上の12の島々からなる村。これらの島はトカラ列島の各島にあたり、中心となる島は中之島で、その他には口之島・平島・諏訪之瀬島・悪石島・小宝島・宝島が有人島である。行政区域は鹿児島郡に属す。
行政区域は東シナ海に位置する離島群であるが、十島村役場は鹿児島市の鹿児島港付近にあり、県内の地域区分も鹿児島市と同じ鹿児島地域振興局管内に属する。
なお、明治時代から1952年（昭和27年）までは現在の十島村及び三島村の区域を合わせた区域が「十島村」と呼ばれており、こちらは境界変更及び名称の変更を経て現在は三島村となっている。このため、現在の「十島村」はかつて存在した十島村とは別に新たに設けられた村である（詳しい経緯は後述）。

## 地理
十島村は最北の口之島から最南の横当島までの距離は直線で約160kmで、「日本一長い村」とされる。各島には平家の落人伝説が語り継がれている。豊かな自然と独自の文化、天然の温泉などがあり、年間を通してダイバーや釣り人、観光客が絶えない。

### 島嶼
下記の表は十島村の区域に属する島嶼の一覧である。人口は2025年6月30日現在である。十島村の大字は、7つの有人島はそれぞれ島の区域に設定されており、1970年まで有人であり、現在は無人島である臥蛇島は臥蛇島と小臥蛇島をもって大字臥蛇島が設定されている。
| 島         | 面積（km2） | 人口（人） | 概要 |
| ---------- | ----------- | ---------- | --- |
| 口之島     | 13.3        | 99         | 十島村で最も北に位置し、十島村の玄関口である。人口は中之島に次いで多い。日本最古の野生化牛（純血種・口之島牛）が野山に群れをなしており、島民と共存している。周囲20km、燃岳（もえだけ）を中心とした火山島であり、最高点は前岳の628m。島の北部を日本国内の陸地では唯一北緯30度線が通過しており、それを示すモニュメントもある。        |
| 中之島     | 34.5        | 136        | 十島村で最も人口が多く、かつては村役場が所在していた。駐在所、民俗資料館や天文台が置かれ実質村の中心地である。周囲32km、最高点は御岳（トカラ富士）の979m。 |
| 諏訪之瀬島 | 27.8        | 84         | 日本でも指折りの活火山を有する火山島である。現在も活動中で、最高峰の御岳山頂付近では噴煙が見られる事がある。周囲27km、最高点は御岳の799m。 |
| 悪石島     | 7.5         | 89         | 学童疎開船「対馬丸」の沈没地点に最も近い島である。島内には慰霊碑が設けられている。周囲13km、最高点は御岳の584m。 |
| 平島       | 2.1         | 79         | 平家落人伝説が伝えられており、島名の由来にもなっている。周囲7km、最高点は御岳の243m。 |
| 小宝島     | 1           | 66         | 周囲5km、最高点は竹の山の103m。 |
| 宝島       | 7.1         | 115        | 十島村で最も南に位置する有人島。イギリスの海賊キャプテン・キッドが財宝を隠したという伝説が伝えられており、島名の由来との説もある。周囲14km、最高点はイマキラ岳の292m。 |
| 臥蛇島     | 4.1         | 無人島     | かつては有人島で、1970年7月28日に最後の4世帯15人が島外へ移住したことで無人島となった。島の周囲が好漁場であること、またダイビングスポットになっていること等から、島の周囲に寄りつく船は多いが、船着き場から集落跡までの経路が相当危険な状態にまで荒廃しているため、島への上陸は公には認められていない。周囲9km、最高点は御岳の497m。 |
| 小臥蛇島   | 0.5         | 無人島     | |
| 小島       | 0.36        | 無人島     | |
| 上之根島   | 0.54        | 無人島     | |
| 横当島     | 2.76        | 無人島     | 十島村で最も南に位置する。2つの火山島が狭い洲で接続して、1つの島になっている。島への上陸は可能だが港や船着き場が無いため、艀やボートで上陸することになる。周囲10km、最高点は東峰の495m。 |

### 隣接する自治体
- 鹿児島郡三島村
  - かつては同一の村で、1952年2月10日に施行された「大島郡十島村の境界」（昭和27年鹿児島県告示第74号）により、現在の三島村の区域は北緯30度線以北（口之島を除く）に変更されており、北緯30度線以南（口之島を含む）[6]に設置された現在の十島村と行政区画上は北緯30度線及び口之島の北端を挟んで隣接している。

## 気候
鹿児島県奄美地方として、南日本気候である。暖流である黒潮の本流から少し離れているため、冬場はまれに氷点下になることがある。
日照時間が短く、日本で最も日照時間が短い地域の一つである。
| 中之島（2003年 - 2020年）の気候    | 中之島（2003年 - 2020年）の気候 | 中之島（2003年 - 2020年）の気候 | 中之島（2003年 - 2020年）の気候 | 中之島（2003年 - 2020年）の気候 | 中之島（2003年 - 2020年）の気候 | 中之島（2003年 - 2020年）の気候 | 中之島（2003年 - 2020年）の気候 | 中之島（2003年 - 2020年）の気候 | 中之島（2003年 - 2020年）の気候 | 中之島（2003年 - 2020年）の気候 | 中之島（2003年 - 2020年）の気候 | 中之島（2003年 - 2020年）の気候 | 中之島（2003年 - 2020年）の気候 |
| 月                                 | 1月                             | 2月                             | 3月                             | 4月                             | 5月                             | 6月                             | 7月                             | 8月                             | 9月                             | 10月                            | 11月                            | 12月                            | 年                              |
| ---------------------------------- | ------------------------------- | ------------------------------- | ------------------------------- | ------------------------------- | ------------------------------- | ------------------------------- | ------------------------------- | ------------------------------- | ------------------------------- | ------------------------------- | ------------------------------- | ------------------------------- | ------------------------------- |
| 最高気温記録 °C （°F）             | 21.9 (71.4)                     | 24.0 (75.2)                     | 24.8 (76.6)                     | 26.8 (80.2)                     | 31.1 (88)                       | 31.8 (89.2)                     | 34.4 (93.9)                     | 35.2 (95.4)                     | 32.2 (90)                       | 30.9 (87.6)                     | 27.2 (81)                       | 23.9 (75)                       | 35.2 (95.4)                     |
| 平均最高気温 °C （°F）             | 14.2 (57.6)                     | 15.3 (59.5)                     | 17.4 (63.3)                     | 20.6 (69.1)                     | 23.8 (74.8)                     | 26.0 (78.8)                     | 29.6 (85.3)                     | 30.1 (86.2)                     | 28.2 (82.8)                     | 24.7 (76.5)                     | 20.7 (69.3)                     | 16.3 (61.3)                     | 22.3 (72.1)                     |
| 日平均気温 °C （°F）               | 11.1 (52)                       | 12.0 (53.6)                     | 13.7 (56.7)                     | 16.8 (62.2)                     | 20.3 (68.5)                     | 23.4 (74.1)                     | 26.4 (79.5)                     | 26.7 (80.1)                     | 24.9 (76.8)                     | 21.4 (70.5)                     | 17.5 (63.5)                     | 13.1 (55.6)                     | 19.0 (66.2)                     |
| 平均最低気温 °C （°F）             | 7.6 (45.7)                      | 8.3 (46.9)                      | 9.8 (49.6)                      | 12.6 (54.7)                     | 16.4 (61.5)                     | 21.0 (69.8)                     | 24.0 (75.2)                     | 24.0 (75.2)                     | 22.0 (71.6)                     | 18.2 (64.8)                     | 14.0 (57.2)                     | 9.8 (49.6)                      | 15.6 (60.1)                     |
| 最低気温記録 °C （°F）             | −1.1 (30)                       | −1.3 (29.7)                     | 0.5 (32.9)                      | 1.0 (33.8)                      | 5.6 (42.1)                      | 11.6 (52.9)                     | 17.2 (63)                       | 17.7 (63.9)                     | 14.8 (58.6)                     | 7.2 (45)                        | 4.0 (39.2)                      | 2.0 (35.6)                      | −1.3 (29.7)                     |
| 降水量 mm （inch）                 | 196.7 (7.744)                   | 219.6 (8.646)                   | 276.3 (10.878)                  | 286.1 (11.264)                  | 367.3 (14.461)                  | 757.9 (29.839)                  | 323.9 (12.752)                  | 193.4 (7.614)                   | 320.8 (12.63)                   | 238.3 (9.382)                   | 256.5 (10.098)                  | 204.8 (8.063)                   | 3,626.7 (142.783)               |
| 平均降水日数 （≥1.0 mm）           | 15.4                            | 13.8                            | 14.0                            | 12.7                            | 13.9                            | 18.4                            | 10.0                            | 11.8                            | 13.4                            | 11.4                            | 11.9                            | 15.2                            | 161.3                           |
| 平均月間日照時間                   | 66.4                            | 69.9                            | 106.6                           | 133.8                           | 128.9                           | 70.9                            | 127.1                           | 155.1                           | 120.4                           | 135.7                           | 101.1                           | 72.9                            | 1,294.1                         |
| 出典1：Japan Meteorological Agency |                                 |                                 |                                 |                                 |                                 |                                 |                                 |                                 |                                 |                                 |                                 |                                 |                                 |
| 出典2：気象庁                      |                                 |                                 |                                 |                                 |                                 |                                 |                                 |                                 |                                 |                                 |                                 |                                 |                                 |

## 歴史

### 第二次世界大戦まで
元々薩摩国川辺郡に属したトカラ列島の7島（口之島・中之島・平島・諏訪之瀬島・悪石島・宝島（小宝島は宝島の属島とされた）・臥蛇島。総称で下七島とも）と上三島（竹島・硫黄島・黒島およびそれらの属島）は合わせて「川辺郡十島（川辺十島）」と呼ばれていた（1897年に薩摩国川辺郡から大隅国大島郡に移管）。
1908年4月1日、島嶼町村制制度施行に伴い、それまで町村制が敷かれていなかった川辺十島の区域に大島郡十島村を設置する。村役場は中之島に置かれた。

### アメリカ合衆国の占領下
第二次世界大戦の敗戦により、連合国最高司令官によって出された覚書「若干の外かく地域を政治上行政上日本から分離することに関する覚書」（SCAPIN677）によって、1946年2月2日以降、北緯30度線以南の南西諸島（島内に北緯30度線が通る口之島を含む）がアメリカ合衆国の占領下に置かれることとなった。
これにより十島村は、事務所のある中之島を含む下七島はアメリカ占領下に、上三島は日本側にそれぞれ分断されたため、事実上上三島のみの区域に限られることとなった日本側の十島村は仮の事務所を鹿児島市に設置した。
アメリカ合衆国の占領下におかれた十島村は、米国海軍軍政府によって同年4月24日に公布された命令である「大島支庁の行政権」により、北緯30度以南の大日本帝国政府及び鹿児島県の行政権を継承した大島支庁に属し、同年10月からは臨時北部南西諸島政庁、1950年8月からは奄美群島政府に属した。

### 本土復帰と村の設置

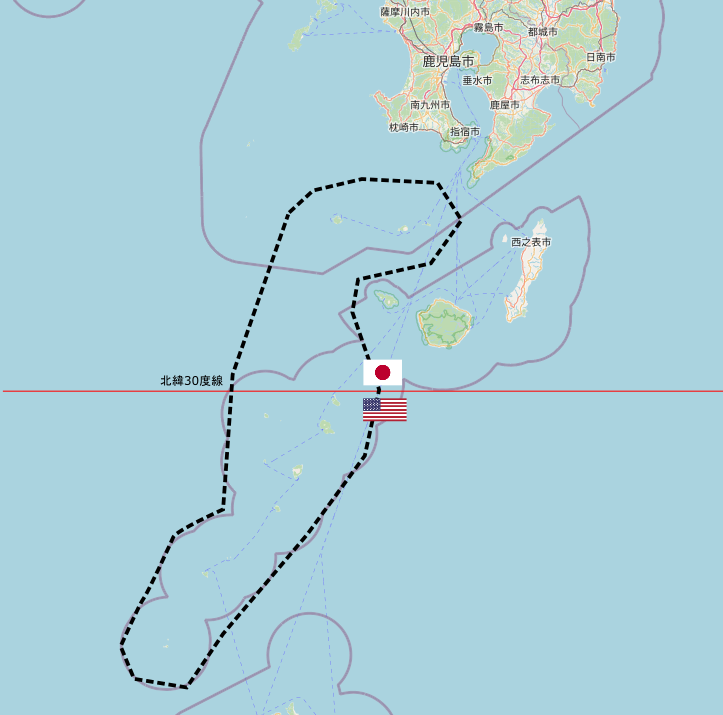
地図中の黒い線は1946年までの十島村の区域であり、赤線が北緯30度線である。政令によって北緯30度以南の区域を以て新たに十島村が設置された。

1951年（昭和26年）12月5日に連合国最高司令官によって出された覚書｢若干の外かく地域の日本からの政治上及び行政上の分離に関する件｣（SCAPIN677/1）により、北緯29度以北のトカラ列島（下七島）の区域について日本の政治上・行政上の権利が回復されることが決まった。
本土復帰にあたって、日本国政府が公布したポツダム命令である「昭和二十六年十二月五日附連合国最高司令官覚書｢若干の外かく地域の日本からの政治上及び行政上の分離に関する件｣に伴う鹿兒島県大島郡十島村に関する暫定措置に関する政令」（昭和26年政令第380号、のちに「鹿児島県大島郡十島村の区域に適用されるべき法令の暫定措置に関する政令」へ改題）が1951年12月21日に即日施行された。
同政令の第1項の規定により、当分の間政令で特別の定めをするものを除き、従前十島村の区域に適用されていた法令のみを適用するものと定められ、これらの法令の実施上、従前琉球諸島民政府又はその下位機関に属していた権限については、政令で定めるもの及び国会、裁判所の権限にあるものを除き、鹿児島県知事が行うものと定められた。また、同政令の規定により暫定措置として公職選挙法、学校教育法等の法令が同政令を根拠として公布される政令の規定により、段階的に適用されることとなった。
1952年2月4日に下七島が日本へ復帰。下七島がアメリカ統治下にあった間に成立していた地方自治法は、「鹿兒島県大島郡十島村に関する地方自治法の適用及びこれに伴う経過措置に関する政令」が施行された2月10日より下七島にも適用されることとなった。ただし上三島としての十島村 は地方公共団体として既に完成されつつあり、元々上三島と下七島との間にかなりの距離があることもあって、上三島と下七島で事実上の分村の措置をとることとなった。
既に地方自治法下の村に移行していた十島村は、「鹿児島県告示第74号（大島郡十島村の境界）」により2月10日から区域を上三島のみに変更し、同日施行の「鹿児島県告示第75号（大島郡十島村を三島村に変更する条例の許可）」によってを十島村の名称を三島村に変更する。一方下七島の区域には十島村を設置する。十島村の設置根拠となる同政令第1項の条文が以下のとおりである。
1952年（昭和27年）4月1日には、「昭和二十六年十二月五日附連合国最高司令官覚書｢若干の外かく地域の日本からの政治上及び行政上の分離に関する件｣に伴う鹿兒島県大島郡十島村に関する暫定措置に関する政令」によって当分の間政令で特別の定めをするものを除き、従前の法令を適用すると定められていたが、鹿児島県大島郡十島村の区域に関する法令の適用に関する政令の施行により、同政令に規定する一部の法令を除き全ての本邦の法令が適用されることとなった。更に適用されないとされた法令も、順次施行された。

### 年表

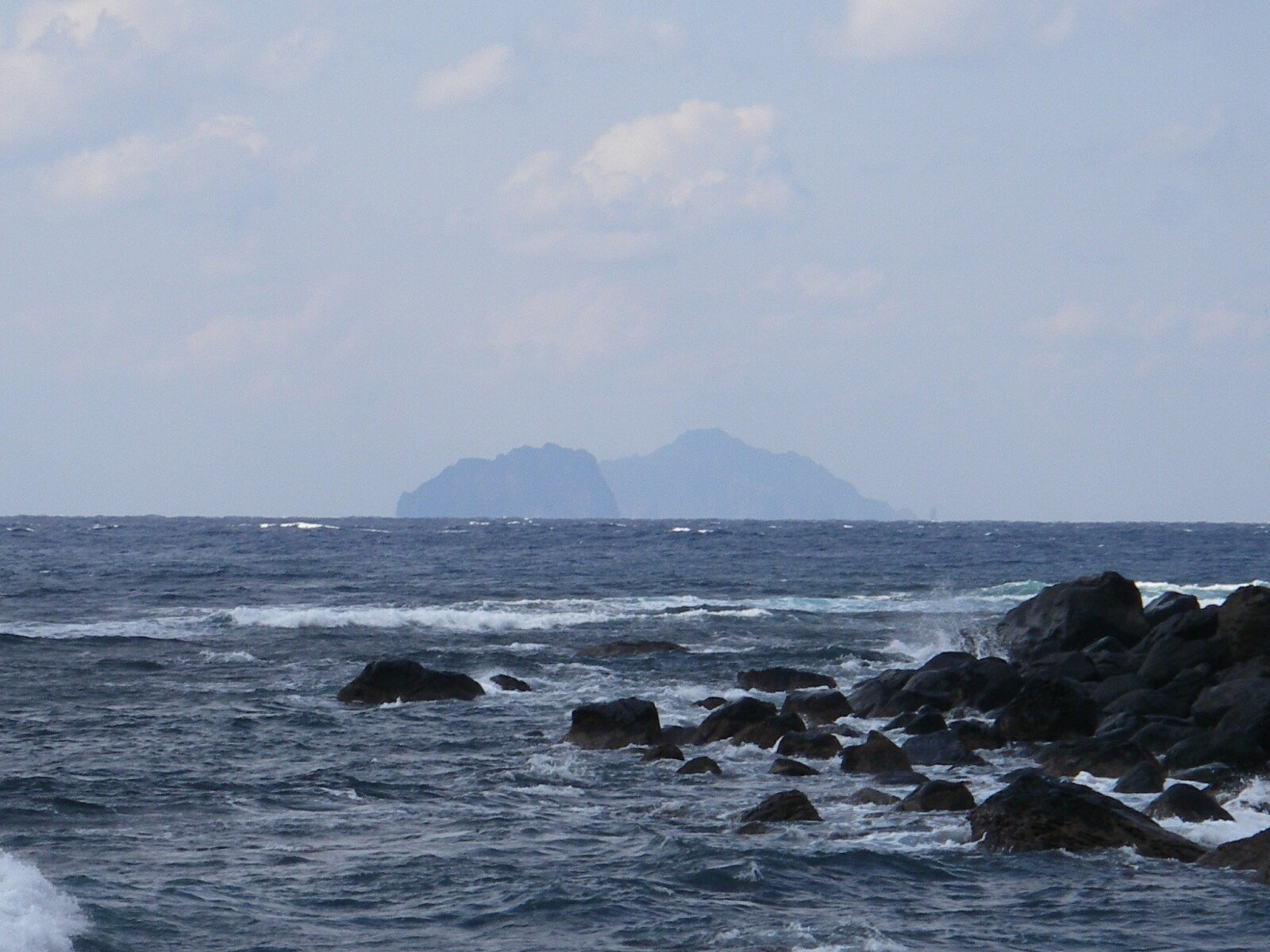
臥蛇島と小臥蛇島

- 1889年（明治22年）4月1日 - 中之島に川辺郡十島を管轄する戸長役場が置かれる。
- 1908年（明治41年）4月1日 - 島嶼町村制により大島郡十島村を設置する[11]。
- 1920年（大正9年）4月1日 - 町村制が施行される[11]。
- 1930年（昭和5年） - 村に小学校令が敷かれ、各島に小学校・分校が置かれる。
- 1933年（昭和8年） - 初の村営定期船が就航。月4往復。
- 1946年（昭和21年）
  - 2月2日 - 現・十島村に相当する区域がアメリカ合衆国の統治下となり、鹿児島県から分離された大島支庁の施政下となる[12][13]。
  - 6月 - 市町村制が施行されたのに伴い、アメリカ合衆国統治下の十島村の区域を以て十島村を設置する[14]。
  - 10月3日 - 大島支庁が臨時北部南西諸島政庁となる[15]。
- 1950年（昭和25年） - 臨時北部南西諸島政庁が奄美群島政府となる[15]。
- 1951年（昭和26年）
  - 12月5日 - 連合国最高司令官総司令部が「若干の外かく地域を政治上行政上日本から分離することに関する覚書」(SCAPIN677/1)を発布[16]。これによりトカラ列島の本土復帰が決定[17][18]。
- 1952年（昭和27年）
  - 2月4日 - トカラ列島が本土復帰し、日本国政府の施政下となる[19]。
  - 2月10日 - 下七島の区域に地方自治法が適用され、大島郡十島村を設置する。従来の十島村は上三島のみに区域変更の上、十島村の名称を三島村に変更する[20][21][9][22]。
- 1956年（昭和31年）4月1日 - 村役場が正式に鹿児島市に移転される。
- 1960年（昭和35年）11月 - 村歌「十島のうた」を制定。
- 1970年（昭和45年）7月28日 - 集団移住により臥蛇島が無人島になる（詳しい経緯は臥蛇島#集団移住までの主な経緯を参照）。
- 1973年（昭和48年）4月1日 - 大島郡三島村及び十島村の区域を鹿児島郡の区域とする[23]。
- 1976年（昭和51年）9月12日 - 台風17号による暴風雨のため各島に被害。孤立化防止無線も一時不能となり、諏訪之瀬島の被害は付近を飛行中の日本航空機を経由して情報がもたらされた[24]。
- 1997年（平成9年） - 諏訪之瀬島飛行場が村営の場外離着陸場として整備される。
- 2006年（平成18年） - 工作船に乗った武装集団の来襲を想定し、中之島で国民保護法に基づく島外への避難訓練を実施。
- 2009年（平成21年）7月22日 - 皆既日食観測のための来訪者が多数来る。天候不良のため観測自体はほぼできず。

### 遷移表
| 1889年4月1日                | 1889年 - 1912年                                                  | 1912年 - 1944年                      | 1945年 - 1952年                                                      | 1952年 - 1965年                                                                              | 1965年 - 現在               | 現在           |
| --------------------------- | ---------------------------------------------------------------- | ------------------------------------ | -------------------------------------------------------------------- | -------------------------------------------------------------------------------------------- | --------------------------- | -------------- |
| 川辺郡十島 （町村制未施行） | 1897年4月1日 大島郡 1908年4月1日 （島嶼町村制施行） 大島郡十島村 | 1920年 （島嶼指定解除） 大島郡十島村 | （上三島） 大島郡十島村 1947年5月3日 （地方自治法施行） 大島郡十島村 | 1952年2月10日 （境界変更・名称変更） 大島郡三島村                                            | 1973年4月1日 鹿児島郡三島村 | 鹿児島郡三島村 |
| 川辺郡十島 （町村制未施行） | 1897年4月1日 大島郡 1908年4月1日 （島嶼町村制施行） 大島郡十島村 | 1920年 （島嶼指定解除） 大島郡十島村 | 1946年2月2日 （アメリカ合衆国統治下） 十島村                         | 1952年2月4日 （本土復帰・町村制） 大島郡十島村 1952年2月10日 （地方自治法適用） 大島郡十島村 | 1973年4月1日 鹿児島郡十島村 | 鹿児島郡十島村 |

## 行政
地方公共団体の区域内に常設の事務所がないのは（災害等で臨時的に事務所が移転した例を除けば）現在日本に3町村のみである（他2町村は三島村と沖縄県竹富町）。
2023年（令和5年）度の財政力指数は0.07であり、全国で2番目に低い値となった（1、2番目に低い値の市町村は、それぞれ複数存在する）。

### 村役場
十島村役場は行政運営の効率向上や全島の平等性等を理由に、1956年4月1日に中之島から鹿児島市へ正式に移転された。
これは、国や鹿児島県に対応する業務が多く、事務所が島内にあると交通費などが増大するためであり、同様の例としては同郡三島村（同じく鹿児島市に所在）と沖縄県八重山郡竹富町（石垣市に所在）がある。
- 村長：久保源一郎（2024年（令和6年）5月16日 - ）[28]

### 歴代村長
以下の一覧は1908年（明治41年）の島嶼町村制施行以後に就任した村長の一覧である。
| 代    | 氏名                       | 就任年月日                | 退任年月日                 |
| ----- | -------------------------- | ------------------------- | -------------------------- |
| 1     | 伊集院清                   | 1908年（明治41年）4月1日  | 1916年（大正5年）3月31日   |
| 2     | 森永八十七                 | 1916年（大正5年）4月1日   | 1923年（大正12年）3月31日  |
| 3     | 恵貞太郎                   | 1923年（大正12年）4月1日  | 1927年（昭和2年）12月31日  |
| -     | 吉田熊次郎（臨時代理者）   | 1928年（昭和3年）1月1日   | 1928年（昭和3年）2月28日   |
| 4     | 吉田熊次郎                 | 1928年（昭和3年）3月1日   | 1931年（昭和6年）3月31日   |
| 5     | 文園彰                     | 1932年（昭和7年）4月1日   | 1934年（昭和9年）3月31日   |
| 6     | 田中上安                   | 1934年（昭和9年）4月1日   | 1937年（昭和12年）3月31日  |
| 7     | 元田正熊                   | 1937年（昭和12年）4月1日  | 1941年（昭和16年）3月31日  |
| 8     | 田中上安                   | 1941年（昭和16年）4月1日  | 1944年（昭和19年）3月31日  |
| 9     | 喜岡実                     | 1944年（昭和19年）4月1日  | 1946年（昭和21年）1月31日  |
| 10    | 敷根善蔵                   | 1946年（昭和21年）2月1日  | 1946年（昭和21年）4月30日  |
| 11    | 日高藤吉                   | 1946年（昭和21年）5月1日  | 1946年（昭和21年）5月11日  |
| 12    | 文園彰                     | 1946年（昭和21年）5月12日 | 1947年（昭和22年）12月31日 |
| 13    | 大山国彦                   | 1948年（昭和23年）1月1日  | 1951年（昭和26年）8月31日  |
| 14    | 永田文彦                   | 1951年（昭和26年）9月1日  | 1955年（昭和30年）8月31日  |
| 15    | 文園彰                     | 1955年（昭和30年）9月1日  | 1958年（昭和33年）9月27日  |
| 16    | 池山乙助                   | 1958年（昭和33年）9月28日 | 1962年（昭和37年）9月27日  |
| 17    | 池山乙彦                   | 1962年（昭和37年）9月28日 | 1966年（昭和41年）9月27日  |
| 18-21 | 永田萬造                   | 1966年（昭和41年）9月28日 | 1982年（昭和57年）4月25日  |
| -     | 永田康夫（村長職務代理者） | 1982年（昭和57年）4月26日 | 1982年（昭和57年）5月4日   |
| 22    | 永田繁則                   | 1982年（昭和57年）5月17日 | 1986年（昭和61年）5月16日  |
| 23-24 | 永田康夫                   | 1986年（昭和61年）5月17日 | 1992年（平成4年）2月15日   |
| 25-26 | 松下傳男                   | 1992年（平成4年）4月29日  | 2000年（平成12年）3月28日  |
| 27-29 | 敷根忠昭                   | 2000年（平成12年）3月29日 | 2012年（平成24年）5月15日  |
| 30-32 | 肥後正司                   | 2012年（平成24年）5月16日 | 2024年（令和6年）5月15日   |
| 33    | 久保源一郎                 | 2024年（令和6年）5月16日  | （現職）                   |

- 第12代村長である文園彰はアメリカ合衆国統治下の軍政府の指令により軍政府命令の服従への違反として解任され、再選挙が行われている[31]。

### 村の行政機関
- 本庁舎：鹿児島市泉町14番地15号

- 十島開発総合センター：中之島145番地
- 中之島出張所：中之島17番地 ※2008年3月31日までは「中之島支所」
- 口之島出張所：口之島19番地
- 平島出張所：平島293番地
- 諏訪之瀬島出張所：諏訪之瀬島279番地
- 悪石島出張所：悪石島108番地
- 小宝島出張所：小宝島4番地19
- 宝島出張所：宝島923番地

### 消防
- 十島村消防団（事務所管は十島村役場総務課）
  - 口之島消防分団
  - 中之島消防分団
  - 平島消防分団
  - 諏訪之瀬島消防分団
  - 悪石島消防分団
  - 小宝島消防分団
  - 宝島消防分団

### 県の行政機関
- 鹿児島県警察鹿児島中央警察署中之島駐在所：中之島133番地

対象は全島に及び、全国で最も管轄範囲の広い駐在所とされる。

## 地域

### 人口
| |                                        |  |
| 十島村と全国の年齢別人口分布（2005年） | 十島村の年齢・男女別人口分布（2005年） |  |
| ■紫色 ― 十島村 ■緑色 ― 日本全国 | ■青色 ― 男性 ■赤色 ― 女性              |  |
| 十島村（に相当する地域）の人口の推移 \| 1970年（昭和45年） \| 1,407人 \| \| \| 1975年（昭和50年） \| 1,120人 \| \| \| 1980年（昭和55年） \| 903人 \| \| \| 1985年（昭和60年） \| 787人 \| \| \| 1990年（平成2年） \| 790人 \| \| \| 1995年（平成7年） \| 776人 \| \| \| 2000年（平成12年） \| 756人 \| \| \| 2005年（平成17年） \| 673人 \| \| \| 2010年（平成22年） \| 657人 \| \| \| 2015年（平成27年） \| 756人 \| \| \| 2020年（令和2年） \| 740人 \| \| |                                        |  |
| 総務省統計局 国勢調査より |                                        |  |
| 1970年（昭和45年） | 1,407人                                |  |
| 1975年（昭和50年） | 1,120人                                |  |
| 1980年（昭和55年） | 903人                                  |  |
| 1985年（昭和60年） | 787人                                  |  |
| 1990年（平成2年） | 790人                                  |  |
| 1995年（平成7年） | 776人                                  |  |
| 2000年（平成12年） | 756人                                  |  |
| 2005年（平成17年） | 673人                                  |  |
| 2010年（平成22年） | 657人                                  |  |
| 2015年（平成27年） | 756人                                  |  |
| 2020年（令和2年） | 740人                                  |  |

歴史的には臥蛇島のように集団移住を余儀なくされた島・地区があった一方で、2015年の国勢調査では人口増加率が全国の地方自治体で第5位(15.07％増)となった。元々の母数が少ないとはいえ、村としては全国1位であった。
公共交通機関が未発達で観光需要も多く見込めず、ほぼ地場産業等の1次産業に生活手段を見出すしかない中で、移住・定着先として選ばれていることが注目されたが、これは移住時や出産などに充実した支援を行う村の定住策の成果や、移住時に島民として一定の役割を担ってもらうといった社会のスキーム作りを行い島民・新住民がお互いに慎重に迎え入れたこと、インターネットによる通信販売の普及によってかつてよりは地域格差が薄れた点もあると推測されている。また通信インフラが未発達だった時代にはほとんど存在すら知られていなかった十島村が、主に新島民によってその魅力が積極的に発信され、隠れた秘境として注目を集めるようになった結果として他の全国過疎市町村より多くの移住・定着者に選ばれているとも考えられている。

### 教育
義務教育学校
すべて村立の義務教育学校。詳細は各校の項を参照。
- 口之島学園
- 中之島学園
- 平島学園
- 諏訪之瀬島学園
- 悪石島学園
- 宝島学園
- 小宝島学園

高等学校
- 村内に全日制高校はない。
  - 普通科を含め県内全ての県立高校の受験が可能（山海留学生は除く）な特例があるが、大半の生徒が郡域である鹿児島学区へ進学する。
- 村内には通信制高校の学習センターも存在しない。

廃校
- 中之島小中学校
  - 臥蛇島分校
  - 朝日分校
  - 日之出分校

### 文化施設
- 十島村歴史民俗資料館 - 中之島
- 十島村中之島天文台 - 中之島

### 商業施設
宿泊施設は、各島に数件ずつ民宿があるが、受け入れられる人数に限りがあるため、事前の予約が必要。
商店や販売所は一部の島にあるものの、必要な物資を全て賄える程ではないため、生活協同組合やインターネット等を利用した通信販売が多く利用されている。

### 医療機関
- 口之島診療所：口之島146番地
- 中之島診療所：中之島27番地
- 平島診療所：平島97番地
- 諏訪之瀬島診療所：諏訪之瀬島90番地
- 悪石島診療所：悪石島17番地
- 小宝島診療所：小宝島4番地
- 宝島診療所：宝島1番地

### 金融機関
指定金融機関は鹿児島みらい農業協同組合だが、村内に拠点はなく、鹿児島市の村役場に出納派出所を設置しているのみ。
他の金融機関も村内にはなく、郵便局及び簡易郵便局の貯金窓口のみとなっている。

## 交通

### 村外および島同士のアクセス

#### フェリー

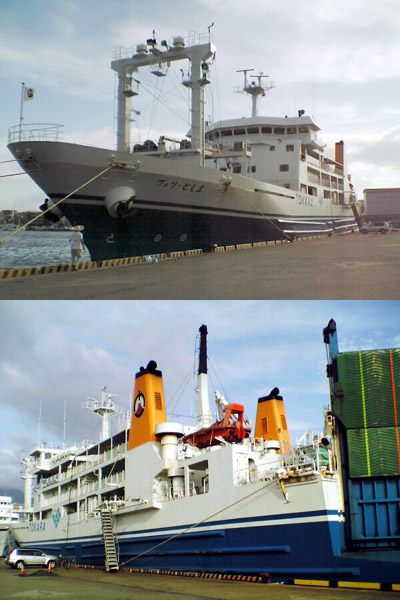
フェリーとしま

※運航ダイヤについては十島村役場公式サイト等を参照のこと。
- 村営船「フェリーとしま2」

鹿児島港 - 口之島 - 中之島 - 諏訪之瀬島 - 平島 - 悪石島 - 小宝島 - 宝島 - 名瀬港（奄美大島）
週2往復。往路復路ともに村内全ての有人島に寄港し、復路は往路のちょうど逆の順に寄港する。多客期や村内事業がある際に水曜日出港の便が追加され、週3回になることもあるが、逆に天候等の理由で運休となる場合もある。ドックダイヤ時は三島村営船「みしま」が代船となる。
2013年（平成25年）6月までは、週1便は鹿児島〜名瀬往復、もう1便は鹿児島〜宝島折り返しという運航方法であった。同年7月1日から、村民の要望を受けて全便が名瀬往復となり、奄美市等での買い物や病院受診などの機会がこれまで以上に増え、また奄美空港の航空便との乗り継ぎがしやすくなった。
現在は各島の港湾設備が整備され比較的安易に接岸することができるようになったが、かつては艀（はしけ）を使って人や荷物を受け渡ししていたため、時化の時などは立ち寄れないことが度々あった。なお、臥蛇島が集団移転を余儀なくされた理由の1つに、この艀作業従事者の不足（移住前は僅か3名）による生活困窮もあった。
その他の村有船舶
- ななしま2（チャーター船）
  - 全長22.4m、幅4.4m、19総トン、出力2000馬力、航海速力29.6ノット。
  - 旅客定員12名。ツネイシクラフト&ファシリティーズ建造。1998年就航。

### 航空便
諏訪之瀬島に、場外離着陸場の諏訪之瀬島飛行場がある。
- 鹿児島空港-諏訪之瀬島飛行場 : 新日本航空による（週2便）

### 各島内
島内にはバスやタクシーなどの公共交通機関がないため、村民は専ら自前で移動手段を整えている。観光客は村役場に予約すればレンタサイクルを無料で利用することができる。ただし貸出場所は鹿児島市内の村役場であり、フェリーに載せる輸送費は自己負担となる。
- 道路：アスファルトプラントがないため、コンクリート舗装が主となっている。これは十島村だけでなく、県内の小規模離島のいずれでも共通している。
- 燃料：村内には元々ガソリンスタンドがなかったが、村が「離島への石油製品の安定・効率的な供給体制の構築支援事業（資源エネルギー庁所管）」を利用して、2017年度（平成29年度）から各島へガソリンスタンドの整備を進めている[37]。2023年度（令和5年度）時点で、宝島・悪石島・口之島への整備が完了しており、他島も順次整備予定。未整備の島では、個人で県本土等から直接ドラム缶等による購入することになる。
- 車検：村内には自動車整備工場がないため、車検の際は村外の整備工場に委託をするか、自ら鹿児島市の鹿児島運輸支局に持って行き検査を受けなければならない。そのため、かつては車検の場合に限り、フェリーの車両航送運賃を通常の半額にする助成措置を行っていたが後に廃止されている。
- 運転免許：更新については、年に1回、各島を巡回する出張更新が行われているが、その日以外に更新を行う場合は鹿児島市の交通安全教育センターに出向く必要がある（優良免許所持者は県内いずれの警察署や幹部派出所でも更新できるため、この限りではない）。取得については、原付免許に限り年に1回出張試験が行われているが、それ以外の免許については村外で取得しなければならない。

## 電力・通信など

### 郵便
郵便番号は村内全域が「891-5xxx」（鹿児島中央郵便局）である。
郵便局については以下の各局があるが、いずれもゆうちょ銀行ATMは設置されていない。なお、口之島、中之島、宝島各局は民営化前は集配局であったが、先立つ2007年3月12日以降は無集配局となり、集配局は鹿児島中央郵便局（鹿児島市）に変更された。
- 口之島郵便局
- 中之島郵便局
- 宝島郵便局

2017年まで、口之島、中之島、宝島以外の島には郵便局がなく、それらの島民は預金の出し入れに不便を強いられてきたが、2017年から2018年の2年間にかけて村の事業で簡易郵便局を整備することになり、全島に郵便局が設置された。
- 悪石島簡易郵便局（2017年7月1日開局）
- 平島簡易郵便局（2017年9月2日開局）
- 諏訪之瀬島簡易郵便局（2018年4月25日開局）
- 小宝島簡易郵便局（2018年5月9日開局）

### 電話
市外局番は村内全域が「09912」である。上記の市外局番相互間の通話は単位料金区域（中之島MA）であり市内通話扱いとなるほか、各島から鹿児島市および県内離島への通話（099（市内局番が200・800番台及び300番台の一部）、0997及び09913、09969）は、特例により隣接区域扱いとなる。収容局は、中之島局・悪石島局・宝島局である。
携帯電話については、NTTドコモとソフトバンク、auがサービスを提供しているが、いずれも4Gまでとなっており、5Gは未対応（2024年4月現在）。

### インターネット
総務省の地域情報通信基盤整備推進交付金事業を活用し、村が通信事業者となって環境を整備。2010年12月1日から、無線アクセス方式による24時間定額インターネット接続サービスが開始され、一般家庭では概ね1Mbpsから3Mbpsでの通信が可能となった。サービスの提供プロバイダは、鹿児島市に本社を置くSYNAPSEである。
また、村は2018年から36億円の費用をかけ、全島を繋ぐ光ケーブルを整備。2022年3月をもって敷設が完了し、全島で高速通信が可能となった。

### 地上波放送
鹿児島県を放送#放送対象地域とする県域放送のうち、テレビ放送は中之島中継局および名瀬中継局を受信することにより、全島で全チャンネルの視聴が可能であり、受信障害対策中継放送も行われている。また、ラジオ放送はエフエム鹿児島以外の聴取が可能である。
中之島中継局は南種子中継局からの電波を中継しており、村内への放送のほか奄美大島以南の地域へ電波を中継する役割も担っている。中之島中継局と名瀬中継局の距離は約170kmあり、地上波放送の中継距離としては全国的に見て比較的長距離である。

### 電力
村に初めて発電設備が導入されたのは中之島で、1952年のことである。当初は1日8時間のみの送電であったが、1956年の水力発電開始以降は24時間送電となった。1979年、小宝島が24時間送電となり全島の24時間送電が実現した。なお発電は全島を九州電力が受け持ち、基幹は火力発電（内燃力発電）である。

## 観光
宿泊施設などのインフラが発達していないため、観光は大規模ではない。
ただ2009年7月22日の日食の際には、観測可能な数少ない場所にあたり、かつ最も長く観測できる場所が悪石島だったため、観光客が殺到した。十島村は、旅行会社に委託したツアー客以外の入島を制限していたが、ツアー以外の上陸者も後を絶たなかったため、これまでに例のない数の来訪者があった。だが、皆既日食当日の天候は暴風雨と大荒れになり日食の観測はできなかったという。

## 十島村を舞台とした作品

### アニメ
- オーイ! とんぼ（2024年）作中の火之島は中之島、悪礫島は悪石島がそれぞれモデルとなっている。

### 映画
- 劇場版TOKYO MER〜走る緊急救命室〜南海ミッション(2025年)諏訪之瀬島を舞台に新たに発足した救命チーム南海MERが海を越えた史上最大の救命ミッションに挑む。